# Bandar-e Mahszahr
Bandar-e Mahszahr (perski: بندرماهشهر, także: Bandar-e Maszur) – miasto w południowo-zachodnim Iranie (Chuzestan), nad Zatoką Perską.
W 2011 miejscowość liczyła 153 778 mieszkańców. Dla porównania, w 2006 było ich 111 448, w 1996 – 88 394, zaś w 1966 około 17 tys. Miejscowość połączona jest ropociągami z polami naftowymi na przedgórzu Zagros oraz z Abadanem. Rozwinięty przemysł petrochemiczny na bazie złóż gazu ziemnego ulokowanych w okolicy miasta Masdżed-e Solejman